# Гербовая марка

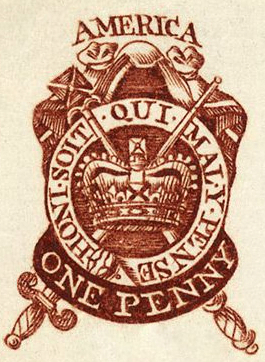
Пробный отпечаток однопенсовой гербовой марки Великобритании, предназначенной для североамериканских колоний
(с надписью America; 1765)

Гербовые марки — вид фискальных марок для оплаты различных государственных сборов, налогов, пошлин. Наклеиваются на различные документы, выдаваемые административными и судебными органами. Выпускаются во многих странах. Иногда используются и как знаки почтовой оплаты.

## Описание и терминология
Гербовые марки являются видом фискальных марок и используются для оплаты пошлин (налогов) за операции, связанные с документами, деловыми бумагами и оказанием административных или судебных услуг. Для определения гербовых марок в английском языке существует термин documentary revenue stamps («документальные фискальные марки»), в то время как для обозначения других видов фискальных марок, для оплаты различных налогов на товары, употребляется термин proprietary revenue stamps («собственнические фискальные марки»).
На гербовых марках может указываться конкретный вид сбора или налога, либо они могут выступать в качестве универсального средства платежа. Внешне они выглядят как знаки почтовой оплаты и часто имеют атрибуты последних, включая название страны, номинал, зубцовку, аналогичный марочному рисунок, надпечатки, гашения.
Гербовые марки, в отличие от почтовых, не предназначаются для оплаты почтового сбора. Это не относится, однако, к так называемым гербово-почтовым маркам, которые по замыслу могут выполнять функции как почтовых, так и гербовых. Кроме того, в некоторых случаях, например, при недостатке обычных знаков почтовой оплаты, гербовые марки, нередко после соответствующего надпечатывания, могут употребляться для оплаты почтовых отправлений, и речь в этом случае идёт о почтово-гербовых марках.

## История

### Мировая практика гербовых бумаг и марок
Гербовыми марками стали пользоваться значительно раньше почтовых.
Предшественницей гербовых марок была гербовая бумага — особый лист бумаги с клеймом, который служил для подготовки документов и оплаты налогов. Гербовый сбор, взимавшийся посредством гербовой бумаги, был впервые применён в 1624 году в Голландии. В России он был установлен указом императора Петра I в 1699 году. Этим указом были введены принудительное употребление гербовой бумаги для написания деловых бумаг, актов и документов и её продажа по цене и в порядке, устанавливаемыми государством.
Разница между продажной ценой гербовой бумаги и расходами государства по её изготовлению являлась той суммой гербового сбора, которая шла в доход государства. На листах гербовой бумаги ставилась печать установленного рисунка с указанием продажной цены листа. Позже, когда объём документации, облагаемой гербовым сбором, значительно возрос, разрешалось составление документов на обычной бумаге, с оплатой гербового сбора заранее приобретёнными гербовыми марками, наклеивавшимися на данный документ.

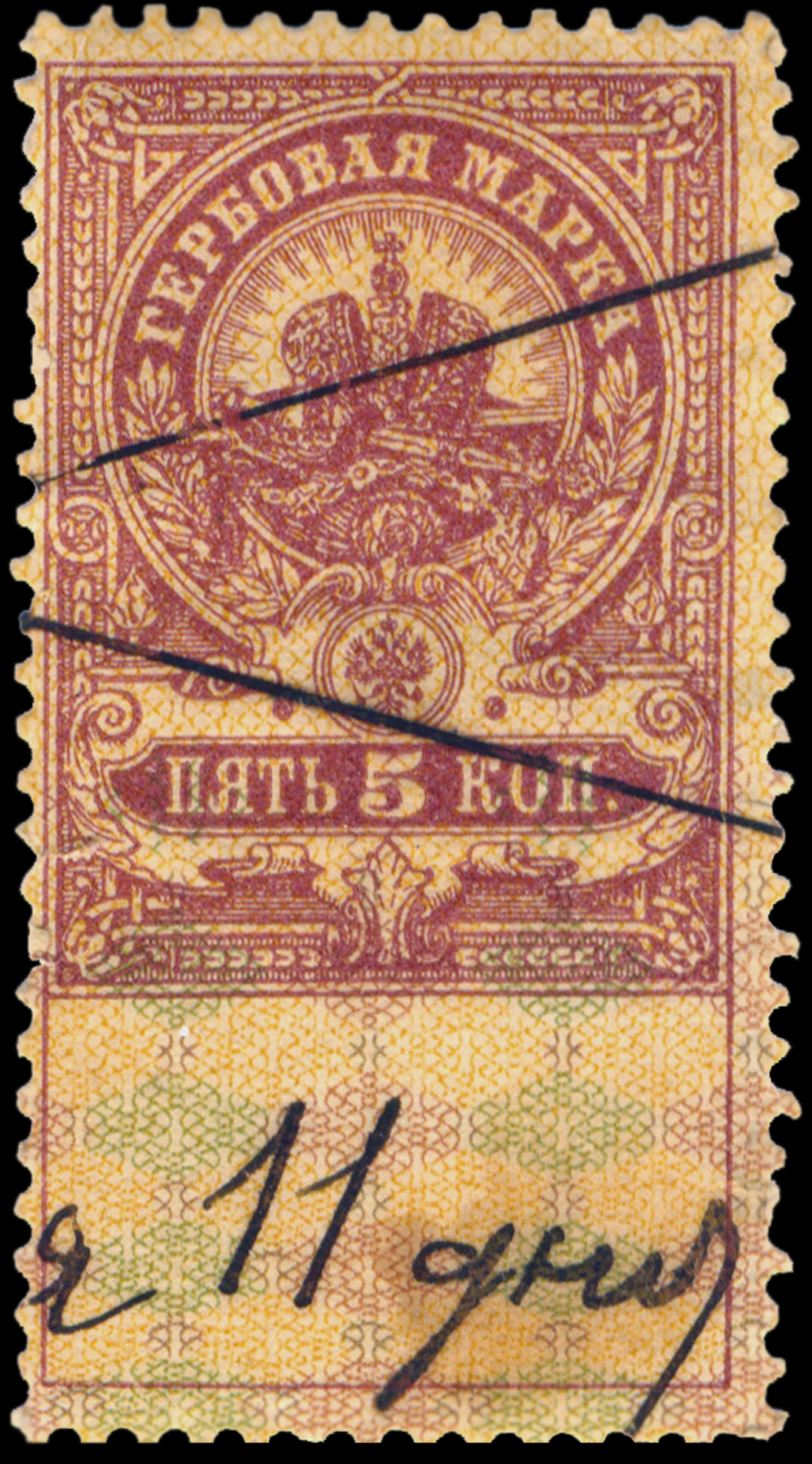
Гербовая марка Российской империи образца 1907 года

Прообразы современных гербовых марок применялись на Британских островах уже во второй половине XVIII века. Они имели вид тиснённых или обычных отпечатков на гербовой бумаге. В 1765 году был введён британский налоговый закон для Америки — Акт о гербовом сборе (англ. Stamp Act of 1765), который означал формальный налог на официальные документы любого рода и предусматривал употребление гербовой бумаги с такими отпечатками. В тринадцати колониях было очень мало случаев применения этого закона и соответственно гербовой бумаги, но этот порядок взимания налогов был в ходу в Канаде и на принадлежащих Великобритании островах Карибского моря.

### Гербовые марки Российской империи
Первые три гербовые марки Российской империи были изданы в 1875 году. Они печатались на белой бумаге с водяным знаком «соты». На них был изображён государственный герб Российской империи, ниже — текст «Гербовая марка» и номинал (5, 15 и 40 копеек). Гербовые марки печатались Экспедицией заготовления государственных бумаг и продавались в казначействах, таможнях, в городских и земских управах, думах, волостных правлениях, у нотариусов, биржевых маклеров, частных лиц и т. д.
В 1879 году вышли ещё две марки оригинальных рисунков, которые позднее использовались и для выпусков в 1882 и 1900 годах. С 1905 года по 1917 были изготовлены марки с фоном из многоцветной гильошированной сетки на белой бумаге без водяного знака, с зубцами и без зубцов. Всего с 1875 по 1917 год в России было эмитировано 38 марок в шести выпусках, из которых пять выпусков пришлось на период Российской империи и один, вспомогательный беззубцовый, был сделан Временным правительством. Марки издания 1905—1917 годов применялись до 1923 года.
| Гербовые марки Российской империи на письме по страхованию судна «Святой великомученик Фока» экспедиции Г. Я. Седова (1912) | Гербовые марки Российской империи на письме по страхованию судна «Святой великомученик Фока» экспедиции Г. Я. Седова (1912) |
| --- | --- |
| | |
| Общий вид документа | Деталь. Номинал марок — 75 копеек                                                                                           |

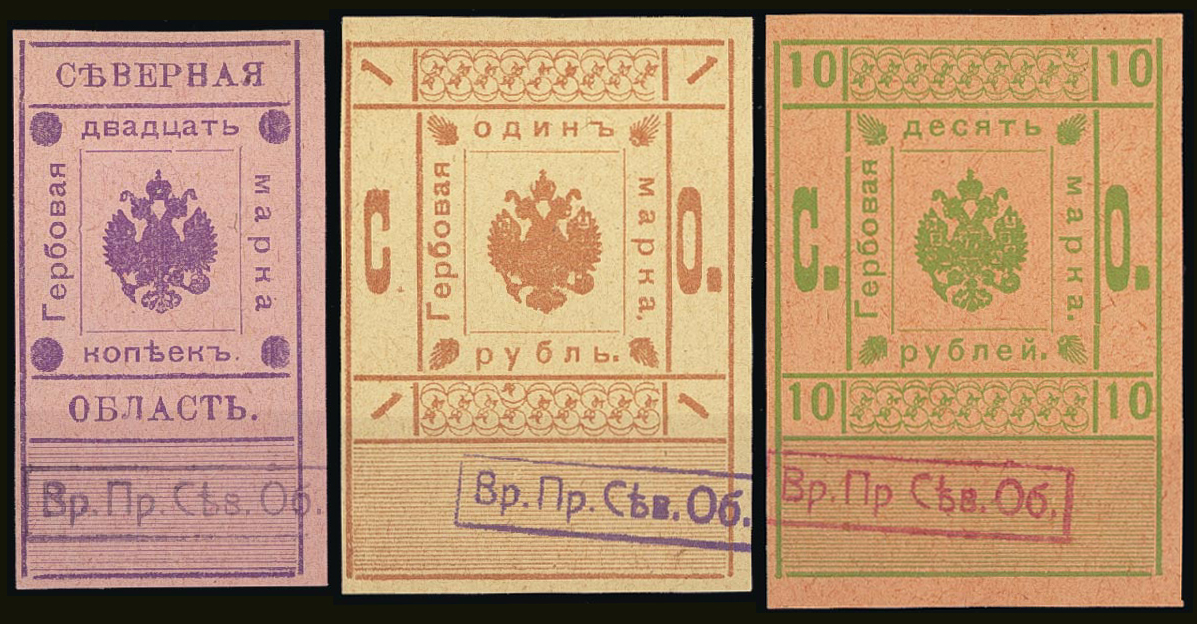
Гербовые марки Северной области России (1919)

В Российской империи в конце XIX века применялась практика прокалывания и прорезания гербовых марок, «наклеенных на бумагу и уже предварительно погашенных», «с целью приведения их в совершенную непригодность для вторичного употребления».
К началу 1918 года в РСФСР, в условиях острого недостатка знаков почтовой оплаты, некоторые почтовые учреждения по собственной инициативе применяли гербовые марки Российской империи вместо почтовых. Поэтому филателистический интерес представляют гербовые марки на прошедших почту письмах или с чёткими оттисками почтовых штемпелей.

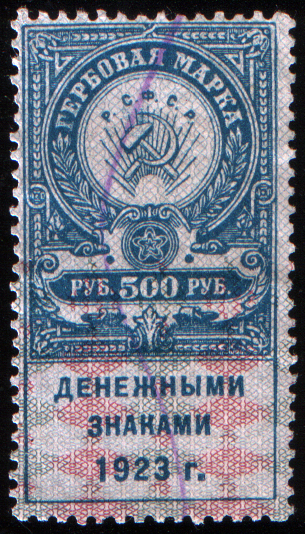
Гербовая марка РСФСР второго выпуска (1923)

### Гербовые марки РСФСР
В РСФСР были сделаны три эмиссии гербовых марок. Первые марки поступили в обращение в 1922 году. Для второго, вспомогательного, выпуска в 1923 году были использованы марки первого выпуска, на которых была сделана надпечатка: «Дензнаками 1923 г.». Марки третьего выпуска РСФСР 1923 года были отпечатаны с применением технологии последнего выпуска Российской империи.

### Гербовые марки СССР
В период до 1924 года самостоятельные эмиссии гербовых марок производились Украиной, Азербайджаном, Арменией, Грузией, Закавказской Федерацией. Известны также многочисленные надпечатки на гербовых марках России выпуска 1907 года и отдельные выпуски марок оригинальных рисунков, производившиеся местными и региональными администрациями. В 1920-е — 1930-е годы систематически издавали гербовые марки Латвия, Литва и Эстония.
Известны три основных выпуска гербовых марок СССР и один вспомогательный выпуск (с надпечаткой). Для первого в 1924 году были использованы марки канцелярского сбора с надпечаткой слова «Гербовая». Второй выпуск 1924—1925 годов печатался двумя способами — литографским и типографским, на бумаге с водяным знаком «ковёр» и на тонкой белой бумаге без водяного знака. В 1926 году были изданы последние гербовые марки СССР. Начиная с 1930 года и до конца 1991 года в стране применялись единые пошлинные марки, заменившие многочисленные виды фискальных марок (кроме консульских), применявшихся ранее.
| Гербовые марки СССР            | Гербовые марки СССР        |
| ------------------------------ | -------------------------- |
|                                |                            |
| Из второго выпуска (1924—1925) | Из третьего выпуска (1926) |

## Коллекционирование
Гербовые марки, как и другие виды непочтовых марок, могут быть предметом коллекционирования. Одну из наиболее ранних таких коллекций, куда вошли знаки оплаты таможенных сборов, собрал ещё в 1774 году генеральный сборщик гербовых пошлин Ирландии Джон Бурке (John Bourke). Он наклеил несколько сотен миниатюрных налоговых документов в конторскую книгу. Собрание Бурке можно считать самым ранним предшественником альбома для марок и первой коллекцией класса «Ревеню» (Revenue).
Гербовые и другие фискальные марки коллекционировал один из претендентов на звание первого филателиста мира, англичанин Джон Грей, причем даже раньше, чем начали издавать первые почтовые марки. Большой интерес к коллекционированию гербовых марок проявляли во второй половине XIX века в США. В качестве примера ранних коллекций гербовых марок можно также упомянуть собрание В. В. Веркмейстера «Гербовые и фискальные марки России, РСФСР, СССР», которое завоевало большую золотую медаль на первой Всесоюзной выставке по филателии и бонам в 1924 году в Москве.
С 1991 года гербовые марки, как и некоторые другие фискальные и непочтовые, официально допускаются регламентом Международной федерацией филателии к экспонированию на филателистических выставках по классу «Ревеню».
Коллекционеры гербовых и других фискальных марок объединяются в клубы и общества, в том числе Фискальное филателистическое общество, Клуб марок-синдерелл, Общество ревеню и некоторые другие.